# Harmonická dur
Harmonická dur (přesněji harmonická durová stupnice) je pojem z oboru hudební nauky označující specifický typ sedmitónové hudební stupnice.

## Složení harmonické durové stupnice
Harmonická durová stupnice se skládá ze sedmi tónů, s půltónem mezi třetím a čtvrtým, mezi pátým a šestým, a mezi sedmým a osmým stupněm. Mezi šestým a sedmým stupněm je interval zvětšené sekundy - tří půltónů, všechny ostatní intervaly jsou celotónové.
Následující tabulka obsahuje seznam intervalů jednotlivých stupňů vzhledem k základnímu tónu. Jako příklad je použita harmonická durová stupnice od základního tónu a.
| Stupeň   | Interval      | a dur |
| -------- | ------------- | ----- |
| I        | Prima         | a     |
| II       | Velká sekunda | h     |
| III      | Velká tercie  | cis   |
| IV       | Čistá kvarta  | d     |
| V        | Čistá kvinta  | e     |
| VI       | Malá sexta    | f     |
| VII      | Velká septima | gis   |
| VIII = I | Oktáva        | a     |

## Význam a použití
Harmonická dur se od diatonické durové stupnice liší malou sextou.
Díky této modifikaci lze v durové tónině použít mollovou subdominantu, která skladbu ozvláštňuje a vytváří proti durové tónice a dominantě zvláštní napětí.
Stupnice se používá především v jazzových skladbách a skladbách populární a rockové hudby, u nichž autor usiluje o jazzový výraz.

## Harmonie harmonické dur
Následující tabulka ukazuje na příkladu harmonické durové stupnice od tónu a kvintakordy a septakordy, které mohou být použity na jejích jednotlivých stupních. Podrobnosti k významu akordových značek lze najít v článku Akordová značka.
| Stupeň | Tón - příklad | Kvintakord | Kvintakord - příklad | Septakord     | Septakord - příklad              |
| ------ | ------------- | ---------- | --- | ------------- | -------------------------------- |
| I      | a             | durový     | {\displaystyle A\,\!} | velký         | {\displaystyle A^{7maj}\,\!}     |
| II     | h             | zmenšený   | {\displaystyle Hmi^{5-}\,\!} | malý zmenšený | {\displaystyle Hmi^{7/5-}\,\!}   |
| III    | cis           | mollový    | {\displaystyle C^{\#}mi\,\!} | malý mollový  | {\displaystyle C^{\#}mi^{7}\,\!} |
| IV     | d             | mollový    | Nelze pochopit (SVG (MathML lze aktivovat pomocí doplňku prohlížeče): Neplatná odpověď („Math extension cannot connect to Restbase.“) od serveru „http://localhost:6011/cs.wikipedia.org/v1/“:): {\displaystyle Dmi \,\! } | velký mollový | {\displaystyle Dmi^{7maj}\,\!}   |
| V      | e             | durový     | {\displaystyle E\,\!} | dominantní    | {\displaystyle E^{7}\,\!}        |
| VI     | f             | zvětšený   | {\displaystyle F^{5+}\,\!} | zvětšený      | {\displaystyle F^{7maj/5+}\,\!}  |
| VII    | gis           | zmenšený   | {\displaystyle G^{\#}mi^{5-}\,\!} | zmenšený      | {\displaystyle G^{\#}dim\,\!}    |